# Cantonul Orpierre
Cantonul Orpierre este un canton din arondismentul Gap, departamentul Hautes-Alpes, regiunea Provence-Alpes-Côte d'Azur, Franța.

## Comune
- Étoile-Saint-Cyrice
- Lagrand
- Nossage-et-Bénévent
- Orpierre (reședință)
- Sainte-Colombe
- Saléon
- Trescléoux